# توشة ميان (أملش الجنوبي)
توشة میان (بالفارسية: توشه میان) هي قرية تقع في إيران في غيلان. يقدر عدد سكانها بـ 66 نسمة بحسب إحصاء 2016.